# Jüdischer Friedhof (Esens)
Der jüdische Friedhof Esens befindet sich außerhalb des historischen Stadtzentrums von Esens am Mühlenweg. Er ist öffentlich zugänglich. Der Friedhof wird seit dem Untergang der dazugehörigen Gemeinde zur Zeit des Nationalsozialismus nicht mehr genutzt. Die örtlichen Nationalsozialisten schändeten den Friedhof entweder im November 1938 oder aber 1940. Dabei zerstörten sie die Anlage vollständig. Erhalten blieben lediglich die Fragmente von dreizehn Grabsteinen, die inzwischen wieder auf dem Areal aufgestellt worden sind.

## Geschichte

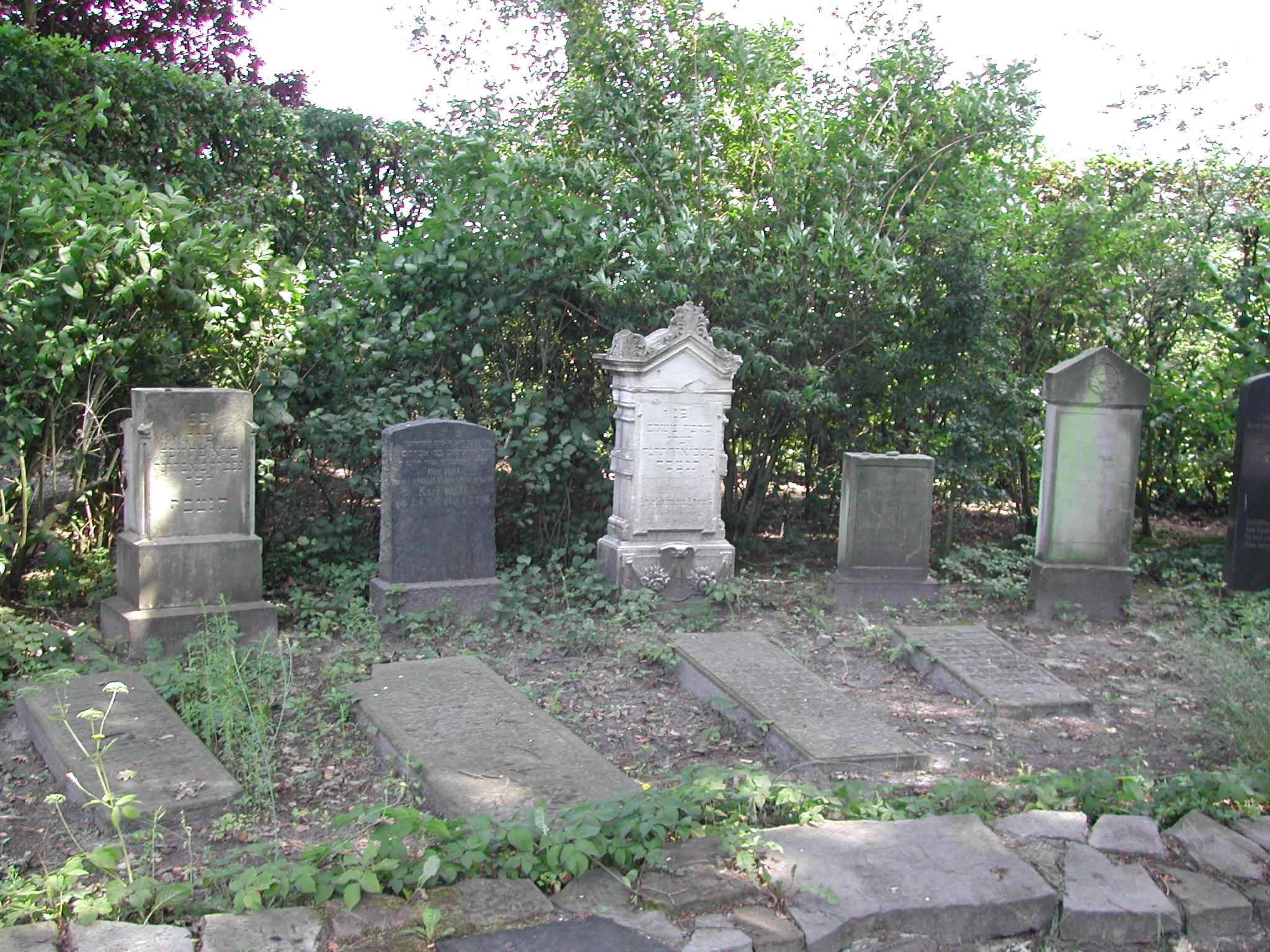
Der jüdische Friedhof in Esens

Die jüdische Gemeinde Esens beerdigte ihre Toten zunächst auf dem jüdischen Friedhof in Wittmund. Sie waren verpflichtet, diesen mit zu unterhalten. Um 1690 war der dortige Friedhof jedoch voll belegt. Fürst Christian Eberhard wies die Juden daraufhin an, Friedhöfe an ihren Wohnorten anzulegen. In Esens gestaltete sich dies zunächst schwierig. Zwar gelang es den Ältesten der Gemeinde, Moses Benjamin und David Josephs, im Jahre 1701 einen Garten des Bürgers und Chirurgen Johann Adam Müller zu kaufen. Pläne, dort einen Friedhof anzulegen scheiterten jedoch am Widerstand der Esenser fürstlichen Kanzlei, die die Beisetzung eines wenig später verstorbenen Kindes auf diesem Grundstück verhinderte. Anfang Februar 1702 erwarb die Esenser Judengemeinde schließlich ein anderes kleines Grundstück in Erbpacht. Es war damals „weit außer der Stadt gelegen“. Wahrscheinlich handelte es sich dabei um den bis heute am Mühlenweg erhaltenen jüdischen Friedhof. Zu Zeiten seiner Einrichtung befand er sich „inmitten von Ackerland und Viehweiden nahe der Weggabelung zwischen der alten Poststraße nach Aurich (heute Nobiskruger Weg) und dem Moorweg (heute Mühlenweg), der über das heutige Wagnersfehn zum Kloster Schoo führte“.  Mit der Anlage des Friedhofes löste sich die Esenser endgültig von der jüdischen Gemeinde in Wittmund.
In der ersten Hälfte des 19. Jahrhunderts war die Begräbnisstätte in einem stark verwilderten Zustand. Es häuften sich Klagen, dass „Grabsteine und Denkmäler durch den ‚Überlauf des Viehs‘ beschädigt wurden“. Im Zusammenhang mit dem Bau der Chaussee von Esens nach Aurich konnte die Gemeinde den Friedhof im Jahre 1858 um ein zusätzliches Grundstück erweitern. Wahrscheinlich gab sie in dieser Zeit auch die Neueinfriedung des Areals in Auftrag und versah die Begräbnisstätte mit einem neuen Eingangstor. Offenbar haben Unbekannte dieses in der Folgezeit mehrfach beschädigt, so dass sich die Gemeinde veranlasst sah, es im Winter in der Synagoge zu lagern, damit es nicht „verdorben oder durch böse Leute ruiniert werde“. Am Ende des 19. Jahrhunderts wuchs Esens über sein historisches Zentrum hinaus. Die Stadtgrenze rückte damit an den Friedhof heran. Ab 1883 führten zudem die Gleise der neuen Bahnlinie unmittelbar südlich am Friedhof vorbei. Im Jahre 1913 ließ die Gemeinde das Areal neu einfrieden. Dafür ließ sie ein neues, 50 Meter langes eisernes Gitter zur Einfriedung des Friedhofes anfertigen, das nicht mehr erhalten ist.
Es ist unklar, wann die Nationalsozialisten den Friedhof schändeten. Entweder geschah dies in Zusammenhang mit den Novemberpogromen 1938 oder aber im Jahre 1940. Dabei zerschlugen sie die meisten Grabsteine. Teile der Grabmäler wurden anschließend offenbar zur Ausbesserung von Schlaglöchern am Mühlenweg verwendet.

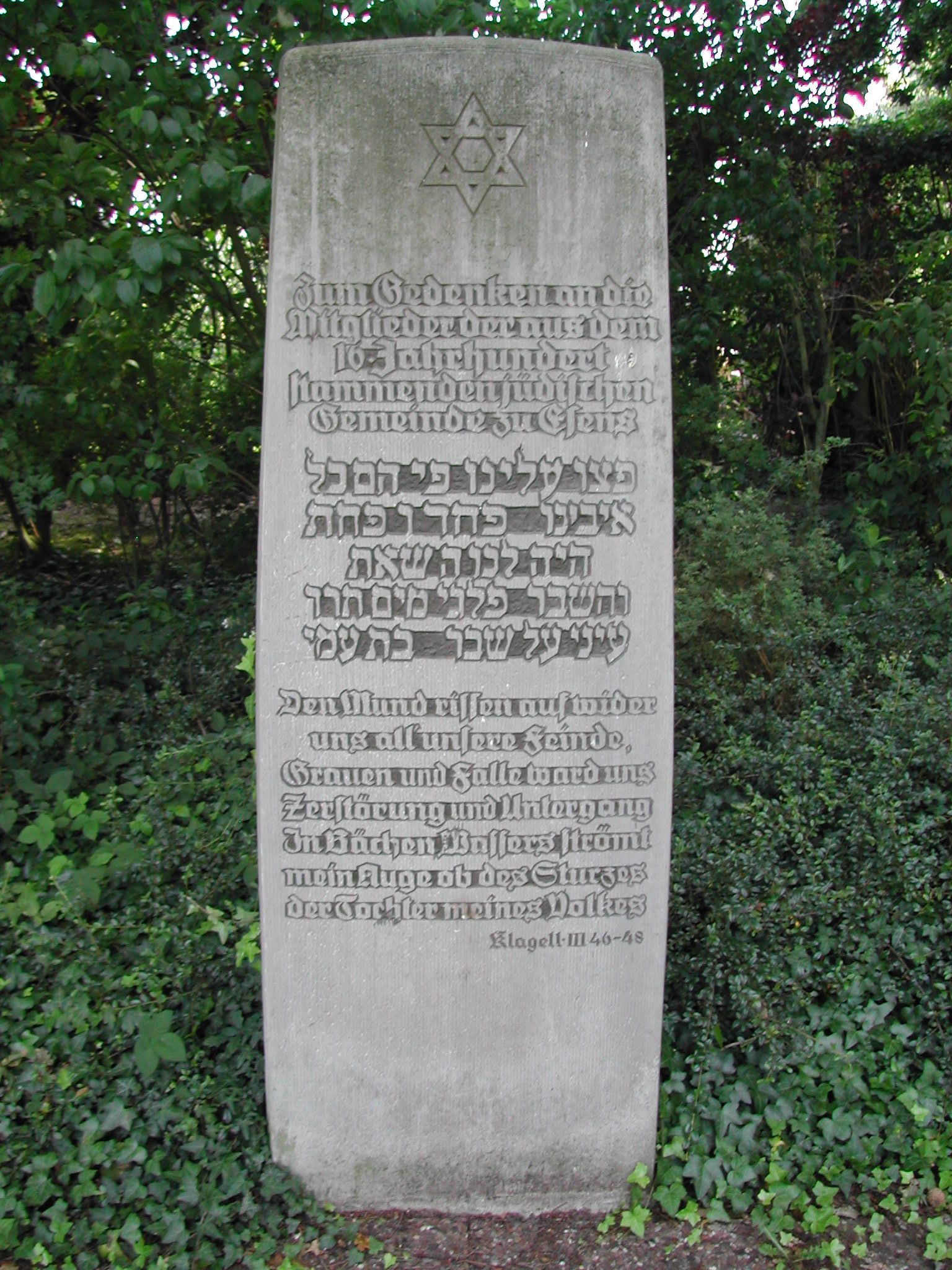
Gedenkstein an der Stelle des alten Friedhofes

Im Jahre 1946 wurde der Friedhof provisorisch aufgeräumt. Dabei entdeckte man Reste der zerschlagenen Grabsteine auf einem Haufen am Waldrand. Die größeren Fragmente ließ man damals wieder auf den Friedhof verbringen. Im November 1948 standen drei Männer wegen der Verwüstung des Friedhofes vor Gericht. Dabei konnte die Tat nicht aufgeklärt werden. Der Richter sprach die drei Angeklagten frei. In dieser Zeit plante die Stadt Esens die Errichtung eines Denkmals auf dem westlichen Teil des Friedhofs, ließ jedoch erst 1959 einen Gedenkstein aufstellen.
Besitzer des Friedhofsgeländes war seit 1952 die Jewish Trust Corporation for Germany in London, von der es 1961 an den Landesverband der Jüdischen Gemeinden von Niedersachsen überging.
Der Friedhof verwilderte in der Folgezeit, bis die Stadt Esens ihn in den 1970er-Jahren instand setzen ließ. Anschließend wurde die östliche Hälfte des Areals als Bauland verkauft. Auf der westlichen Hälfte legte die Esenser Stadtverwaltung in Zusammenarbeit mit dem Landesverband der jüdischen Gemeinden in Niedersachsen eine Grünfläche an und errichtete darauf ein Mahnmal zum Gedenken an die Mitglieder der jüdischen Gemeinde Esens. Dort wird seit 1978 am Volkstrauertag ein Kranz niedergelegt. Letztmals wurde der Friedhof in den Jahren 1981/82 umgestaltet. Dabei ließ die Stadt alle übrig gebliebenen Grabsteine wieder aufrichten und mit den erhaltenen Grabplatten und Fragmenten zu einer Gruppe zusammenstellen. Wo sie ursprünglich standen, ließ sich nicht mehr ermitteln. Deshalb konnten die Steine lediglich symbolisch wieder aufgestellt werden. Sie bezeichnen nicht mehr die Gräber der Menschen, an die sie erinnern sollen.